# (8584) 1997 AN22
A (8584) 1997 AN22 a Naprendszer kisbolygóövében található aszteroida. A Beijing Schmidt CCD Asteroid Program keretében fedezték 1997. január 11-én.